# Hans Gelbert (Architekt)
Hans Gelbert (* 21. Februar 1943; † 22. Juni 2018) war ein deutscher Architekt und Stadtplaner.

## Leben
Hans Gelbert war der Sohn des gleichnamigen Ruderers und Architekten Hans Gelbert sen. Hans Gelbert jun. trat 1970 als Architekt in das väterliche Büro in Ludwigshafen ein und übernahm 1974 die Führung als Inhaber. Seit 1989 arbeitete er zudem als freier Stadtplaner.
Seit 1977 war er Mitglied im Architektenbeirat der Stadt Ludwigshafen. 1978 wurde er zum stellvertretenden Kammergruppensprecher der Architektenkammer Rheinland-Pfalz gewählt und 1982 in die Vertreterversammlung. Von 1997 bis 2007 vertrat er die Interessen der Architektenkammer als Vizepräsident.
Von 1996 bis 2007 war er Mitglied des Landesausschusses der Bayerischen Architektenversorgung, von 2000 bis 2007 Mitglied des Verwaltungsausschusses und von 2004 bis 2007 Vorsitzender des Verwaltungsausschusses. Von 2004 bis 2008 war er Mitglied im Vorstand der Arbeitsgemeinschaft Berufsständischer Versorgungseinrichtungen (ABV). Des Weiteren engagierte er sich auch im Prüfungsausschuss der IHK für auszubildende Bauzeichner, im Beirat der Deutschen Bundesbank und als Mitglied im Bund Deutscher Architekten (BDA).
2017 stifteten er und sein Bruder Kurt dem Pfälzischen Sportmuseum in Hauenstein eine Dokumentation über die Olympiareise seines Vaters, der 1932 in Los Angeles als Ruderer-Ersatzmann dabei war.
Er war mit Ute Gelbert verheiratet.

## Werk (Auswahl)
- 1992 bis 1998: Sanierung Bismarckturm auf dem Peterskopf bei Bad Dürkheim[3][8]
- Sanierung Turmrestaurant Ebertpark, Ludwigshafen-Friesenheim[3][8]
- Sanierung der Alten Kolonie, Ludwigshafen-Friesenheim[3][8]

## Auszeichnungen (Auswahl)
- 2009: Urkunde zum Tag des Offenen Denkmals von der Unteren Denkmalschutzbehörde der Stadtverwaltung Ludwigshafen am Rhein[3]
- 2009: Ehrenmitgliedschaft der Architektenkammer Rheinland-Pfalz[9][4]
- 2009: Ehrenschale des ABV[5]